# Stephanie Lamprea
Stephanie Lamprea (Nueva York, 15 de abril de 1991) es una soprano, Intérprete, curadora, compositora e improvisadora, especializada en repertorio clásico-contemporáneo, de origen Américo-colombiano. Stephanie Lamprea fue entrenada con una coloratura operística, ya que ella utiliza su voz como un mecanismo de arte escénico de Avant-Garde, creando cambios de producción vocal y carácter.

## Biografía
Nacida en Nueva York y criada gran parte de su vida en San Antonio, Texas. Ella se graduó de la licenciatura en canto e interpretación vocal de la escuela de Música de Manhattan, donde trabajo con maitland Peters y Lucy Shelton. Su formación continuo con diferentes cursos, uno siendo interpretación operística con el Dr. Julián Kwok  y en Improvisación con Anne-Liis Poll. Sus mentoras fueron Sarah Maria Sun y Eunbi Kim.
Actualmente Stephanie Lamprea se encuentra estudiando un doctorado en Artes e interpretación escénica en el conservatorio real de Escocia con la tutoría de la compositora Dra. Emily Doolittle, supervisada por Jean Sangaster y la Dra. Laura González. La investigación de Stephanie Lamprea en el conservatorio se centra en el sonido clásico contemporáneo a través de técnicas extendidas, Interpretación interdisciplinaria y composición e improvisación a través de diversas perspectivas eco materialistas.

## Arte

### Estilo musical
Clásico-Contemporáneo, Avant-Garde, Ópera.
Ella tiende a usar técnicas con un espectro de coloratura Vocal (Jazz, Clásica, ópera, tono lineal y sonido central de garganta)

## Otras actividades

### Conferencias
- Universidad de california en Davis
- Universidad municipal de Nueva York
- Universidad de Temple
- Universidad de Leeds
- Conservatorio Real de Escocia
- Conservatorio Real de Birmingham
- Universidad de Clark
- Bronx Community College
- Universidad central de florida
- Universidad estatal de Arkansas
- Universidad del norte de Arizona
- Conferencia Compositoras Jóvenes[5]
- "Your voice is a fingerprint", TEDx Talk[6]

## Discografía
- Unaccompanied: Tiny Works for Quarantine-Colaborativo (2020)[7]
- Becoming a Landscape -Álbum colaborativo con Juan Calderón (2021)[8]
- Postcards-Live Álbum (10 de marzo de 2022)[9]
- Quacking Aspen-Debut Álbum (2022)[9]
- Georges Aperghis: 14 RÉCITATIONS (2023)[10]

## Giras musicales
- Roulette Intermedium
- Constellation ,Chicago
- National Sawdust
- Museo de Bellas artes de Boston
- Shapeshifter Lab
- Miller Theater en la universidad de Columbia
- the Slipper Room
- Park Avenue Armory
- Exhibición "Love with Obstacles" de Dora Garcia  en el Museo de Arte Rose
- Universidad de California

## Premios
- Premio a su curaduría "Recitations in movement" de la fundación Puffin (2018)[11]
- Premio a artista emergente de la fundación St. Botolph Club (2019)[12]
- Segundo Lugar del premio internacional John Cage[13]